# Makarita Baleinadogo
Pas d'image ? Cliquez ici

a Compétitions nationales et continentales officielles uniquement.

b Matchs officiels uniquement.
Dernière mise à jour le 5 août 2025.
Makarita Baleinadogo, née le 9 février 2002 à Suva (Fidji), est une joueuse fidjienne et française de rugby à XV évoluant aux postes de troisième ligne ou de pilier.
Avec son club du Stade bordelais, elle est championne de France en 2025.
Son père, Daniele Baleinadogo, est un joueur international fidjien de rugby à XV.

## Biographie
Makarita Baleinadogo naît le 9 février 2002 à Suva aux Fidji. Elle est originaire de la province de Tailevu. Elle est la seule fille d'une famille adepte du rugby à XV : son père est le joueur international fidjien Daniele Baleinadogo. Elle arrive en France en 2010 et c'est là qu'elle commence à jouer, en 2015 au club de l'AS Mâcon où son père évolue, puis au CS Annonay. 
En 2018, elle rejoint le FC Grenoble. En 2019 et 2020, elle est sélectionnée dans le pôle de formation de l'équipe de France des joueuses de moins de 18 ans. De 2020 à 2022, Makarita Baleinadogo effectue une licence de langues étrangères appliquées à l'université Grenoble-Alpes,.
Elle est recrutée en 2024 par le Stade bordelais : avec cette équipe, elle remporte le Championnat de France 2024-2025,. Au mois de juin 2025, elle est sélectionnée avec l'équipe de France des moins de 20 ans pour jouer la Summer Series au pays de Galles.
Début août, elle est retenue pour la première fois en équipe de France, afin de disputer la Coupe du monde 2025.

## Palmarès
- Vainqueur du Championnat de France en 2025 avec le Stade bordelais.